# Basílica de Nostra Senyora del Socors
La Basílica de Nostra Senyora del Socors se situa en la localitat valenciana d'Asp en la comarca del Vinalopó Mitjà. Un magnífic edifici d'estil Barroc Valencià que va començar la seua construcció en 1650 i que per a molts és "la joia de la diòcesi d'Oriola". És sens dubte l'edifici més representatiu de la localitat i una de les de major valor artístic del territori.

## Història
La Parròquia de Nostra Senyora del Socors es funda en l'any 1602 i el seu primer edifici va ser l'antiga Mesquita Àrab (actual Sagrari de la Basílica) on es va albergar durant el període de construcció de la resta del temple.
Les obres de l'edifici van començar en l'any 1650 dirigides per l'arquitecte genovés Frençesc Verde fins que en 1663 ho va substituir el saragossà Pere Quintana fins a la culminació de les obres 11 anys més tard, en 1674. Una vegada finalitzat l'edifici, entre els anys 1682 i 1684 el prestigiós escultor Nicolás de Bussi realitza la façana principal dedicada a la nostra Senyora del Socors, així com les façanes laterals dedicades la dreta a San Juan Bautista i l'esquerra a Santa Teresa. Posterior va ser la construcció de la cúpula i campanar, atribuïdes a Lorenzo de Cápuli i finalitzades en 1736. En el seu interior l'actual Retaule Major data del segle xviii, que substitueix a l'anterior del segle xvii.
L'edifici és d'estil Barroc valencià i la seua configuració és de tres naus, mancant de girola, ja que el seu lloc ho ocupa el Sagrari o Capella de la Comunió, antiga Mesquita àrab i primer emplaçament de la Parròquia i que compta amb el primitiu Retaule Major de la Basílica realitzat a la fi del s. XVII que va ser traslladat a aquest lloc quan es va substituir per l'actual; aquest retaule representa un important conjunt arquitectònic i pictòric amb talles en fusta recobertes amb pa d'or i pintures a l'oli sobre taula atribuïdes al pintor Juan Conchillos. Respecte a l'edifici de la Basílica, es troba presidida per una monumental imatge de la nostra Senyora del Socors en l'Altar Major amb les imatges de San Pedro i San Pablo en els laterals, de la mateixa manera que en la façana principal. A més d'això compte amb importants retaules i escultures d'imagineria en les capelles de l'interior.
Aquesta Parròquia va ser consagrada el 3 d'agost de 1951. Però va ser el 15 de juliol de 2006 quan el papa Benet XVI li va concedir el títol de Basílica Menor (Les Majors són únicament les de Roma), reconeixent així la importància i influència del temple en les celebracions religioses de la zona, sobretot les Festes Patronals en honor de Ntra. Sra. de les Neus que Asp celebra els anys parells. El diumenge 1 d'octubre de 2006, el Nunci de SS a Espanya Monsenyor D. Manuel Monteiro de Castro va visitar la Basílica per a la celebració del nomenament, quatre anys després que ell mateix fora qui va proposar la sol·licitud de tan merescut títol quan se celebrava llavors el IV centenari de la parròquia, sent el qui va descobrir la placa al costat de la porta principal que resa: "Basílica de Nostra Senyora del Socors. Li va ser concedit el títol de Basílica Menor el 15 de juliol de 2006 sent: SS el Papa: Benet XVI. Nunci de SS a Espanya: Monsenyor D. Manuel Monteiro de Castro. Guareix Rector: D. Fernando Navarro Cremades. Gràcies siguen donades al Senyor i la Senyora".

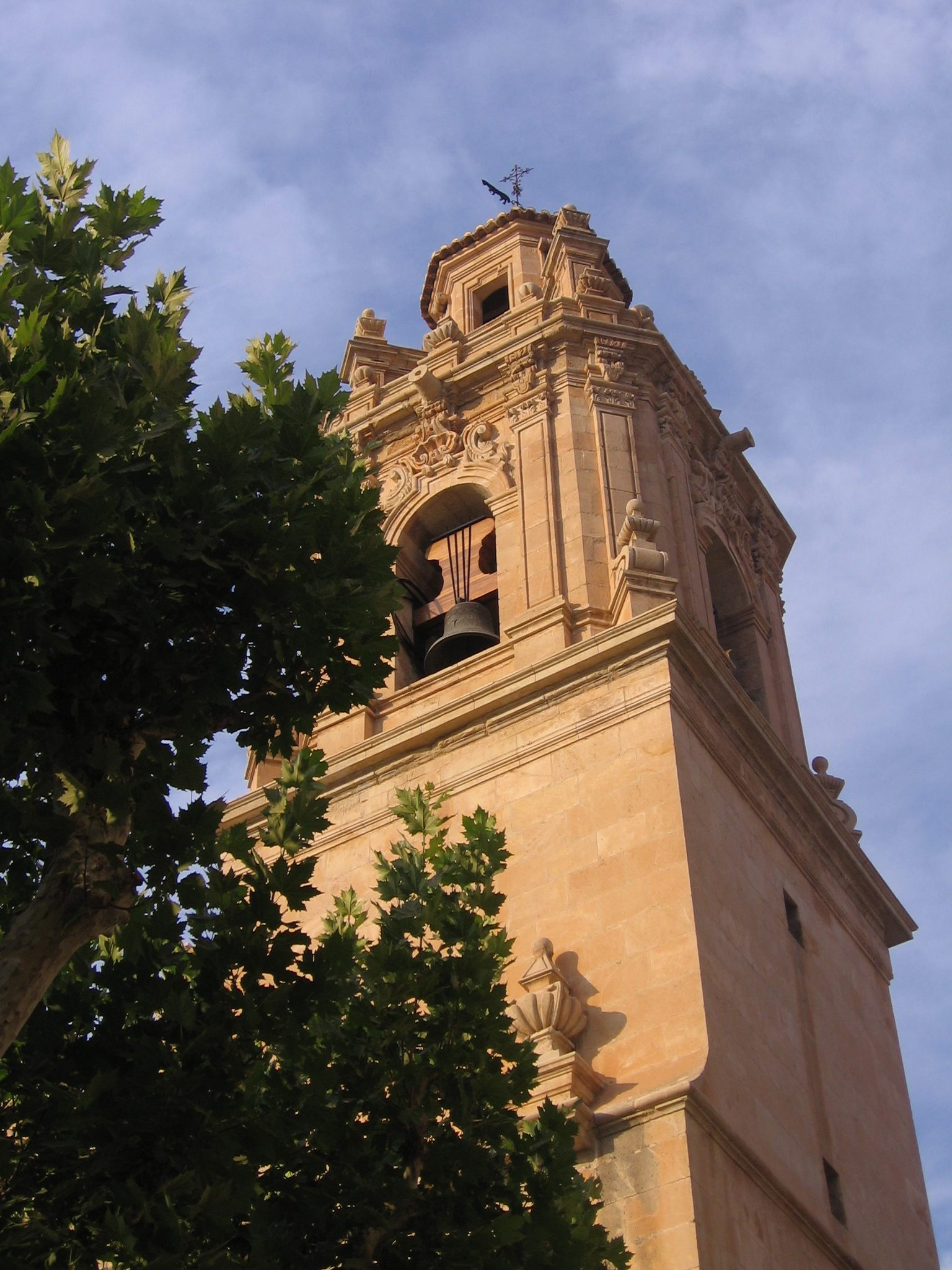
Campanar
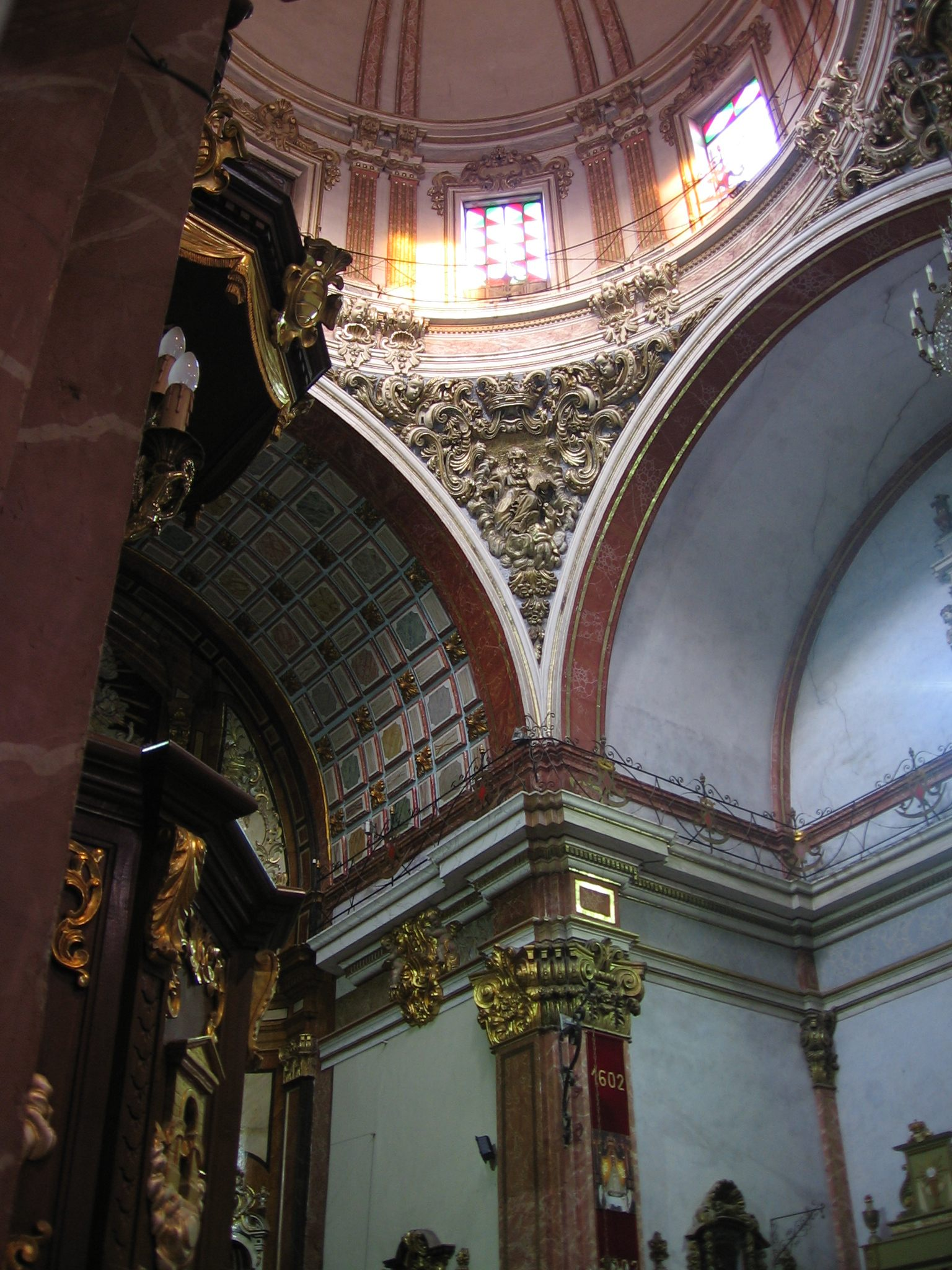
Interior
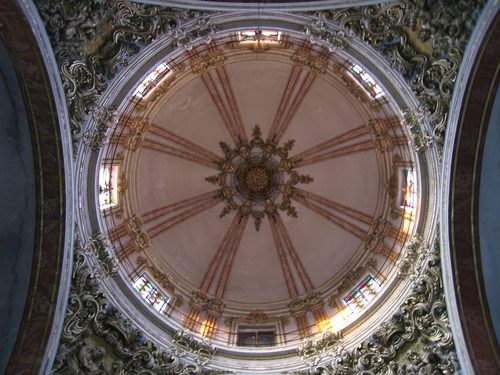
Cúpula